# Sibon sanniolus
Sibon sanniolus е малък вид влечуго от семейство Смокообразни (Colubridae).

## Разпространение и местообитание
Видът е ендемичен за Централна Америка и югоизточно Мексико. Среща се в Белиз, Гватемала и мексиканските щати Кампече, Кинтана Ро и Юкатан.
Това е сравнително често срещана змия, обитаваща тропическите трънливи и полушироколистни гори.